# Bataille de Tarhounah
Guerre civile libyenne
Batailles
- 1re Benghazi
- El Beïda
- Derna
- 1re Tripoli
- Misrata
- 1re Zaouïa
- Djebel Nefoussa (1re Dehiba
- 2e Dehiba
- Gharyan)
- 1re Brega
- 1re Ras Lanouf
- 1re Ben Jawad
- 2e Ras Lanouf
- 2e Brega
- 1re Ajdabiya
- 2e Benghazi
- 2e Ajdabiya
- 1re golfe de Syrte
- 3e Brega
- Al Jawf
- Front de Misrata (Zliten
- Tawarga
- 2e Zaouïa
- 4e Brega
- Fezzan
- Birak)
- 5e Brega
- 3e Zaouïa
- 2e Tripoli
- 2e Sebha
- 2e golfe de Syrte (Syrte)
- Offensive de Bani Walid (Tarhounah - Bani Walid)

- Intervention militaire de l’OTAN
- Opération Ellamy (Royaume-Uni)
- Opération Harmattan (France)
- Opération Odyssey Dawn (États-Unis)
- Opération Mobile (Canada)

La bataille de Tarhounah est un affrontement armé opposant les rebelles aux forces loyalistes les 28 et 29 août 2011  dans le but de prendre le contrôle de la ville de Tarhounah.

## Contexte
Après la victoire à Tripoli, les rebelles lancent une vaste offensive avec pour objectif de capturer Bani Walid, l'un des derniers bastions des forces de Kadhafi.

## Déroulement
Du 28 au 29 août 2011, les rebelles entrent dans la ville, malgré une opposition au sein de la population.